# گونیچی میکاوا
گون‌ایچی میکاوا  (انگلیسی: Gunichi Mikawa؛ زاده ۲۹ اوت ۱۸۸۸ درگذشته ۲۵ فوریهٔ ۱۹۸۱) یک فرد نظامی اهل ژاپن بود.